# لقيمة العضد الإنسية
تقع لقيمة العضد الإنسية (بالإنجليزية: Medial epicondyle of the humerus) في النهاية البعيدة لعظم العضد على الناحية القريبة للحفرة الزجية، أسفل من الحرف الإنسي فوق اللقمة العضدية. وهي في البشر أكبر من لقيمة العضد الوحشية وأكثر بروزاً، وتتوجه أكثر جهة الأمام قليلاً في الوضعية القياسية التشريحية.
يرتكز فيها الرباط الجانبي الزندي لمفصل المرفق، و العضلة الكابة المدورة، ووتر العضلة القابضة المشترك (بالإنجليزية: Common flexor tendon) الذي هو وتر مشترك لعدة عضلات قابضة في الساعد.
يمر العصب الزندي في أخدود يقع على الجزء الخلفي من لقيمة العضد الإنسية التي بدورها تقوم بحماية هذا العصب الذي هو عرضة للأذي، إذ أنه يمر على مقربة من السطح على طول الجزء الخلفي من العظم، ولذلك، فإن تلقي ضربة علي لقيمة العضد الإنسية يؤدي إلى الإحساس بالوخز في العصب الزندي.
يُعرف التهاب أو إصابة لقيمة العضد الإنسية باسم آخر هو: مرفق لاعب الغولف.

## في الحيوان
في الطيور يكون للذراع استدارة إلى حد ما بالمقارنة مع رباعيات الأطراف الأخرى، ويُصطلح على ذلك باسم: لقيمة العضد البطنية (بالإنجليزية: ventral epicondyle of the humerus). في علم التشريح المقارن، يُستخدم مصطلح (بالإنجليزية: entepicondyle) أحيانا، حيث "ent" بادئة معناها: «باطِنيّ».

## صور إضافية

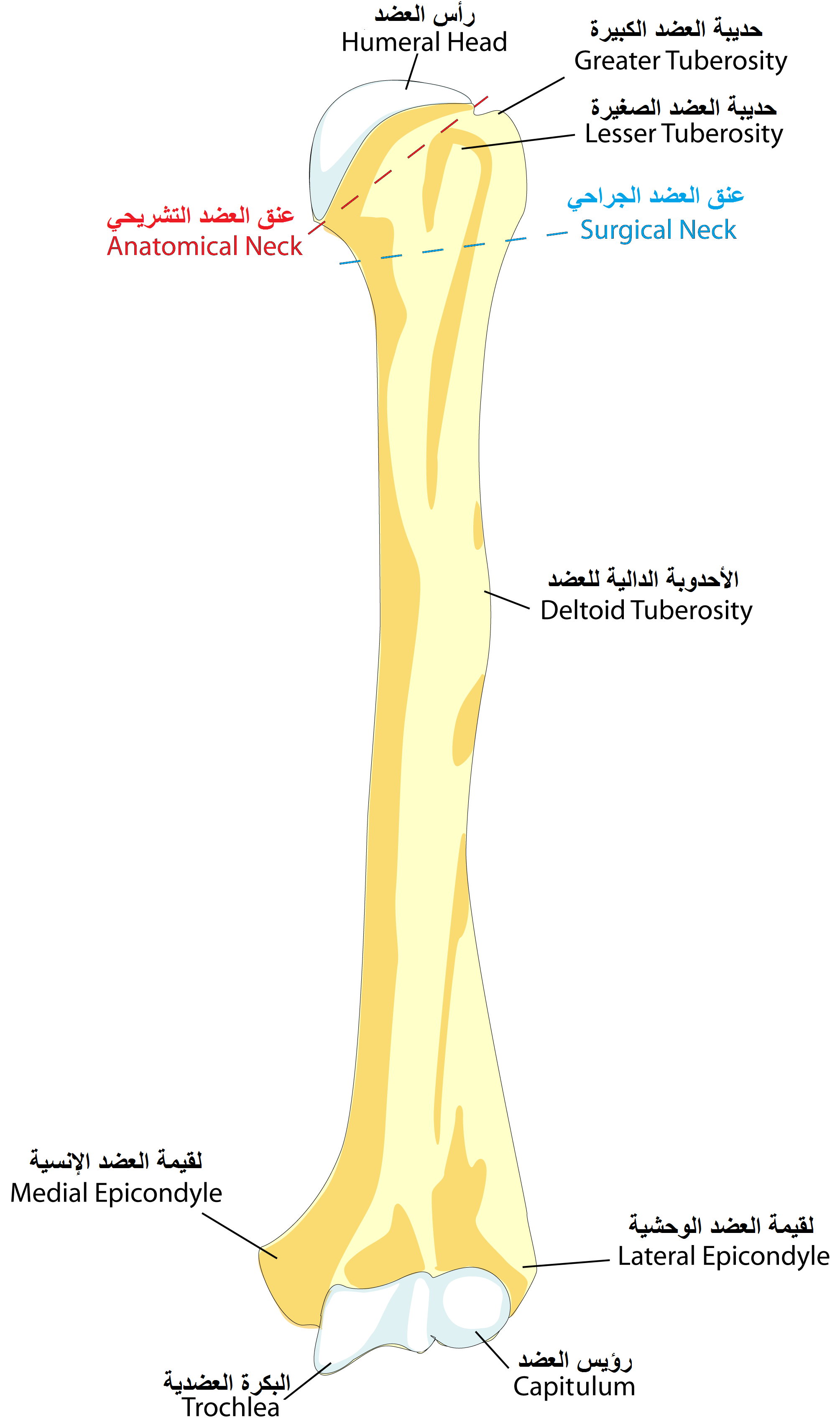
العضد الأيسر من الأمام.
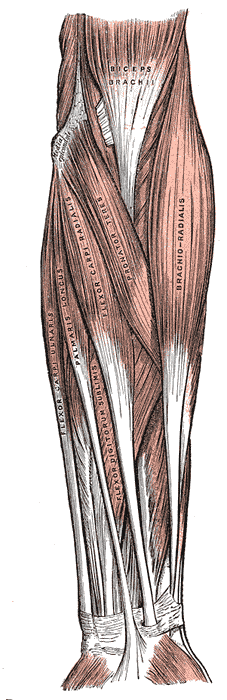
الساعد الأيسر من الأمام. العضلات السطحية.
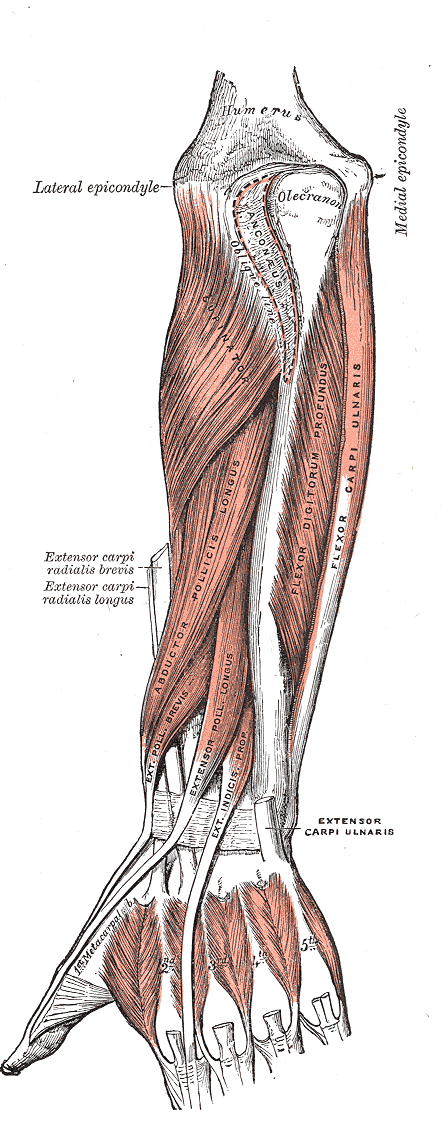
السطح الخلفي للساعد. العضلات العميقة.
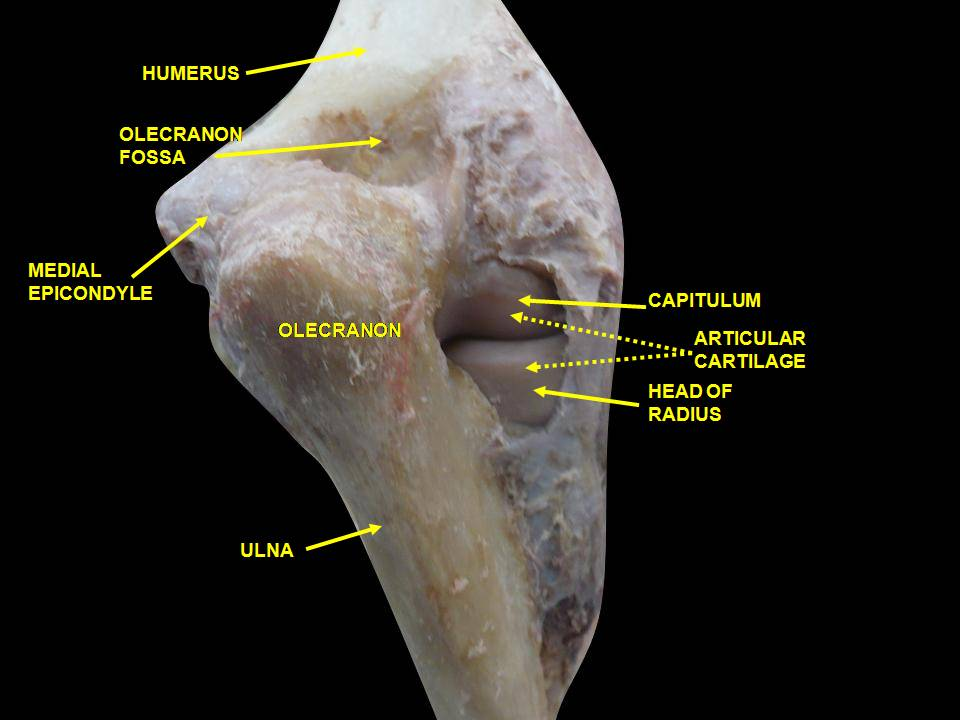
مفصل المرفق. تشريح عميق. عرض خلفي.
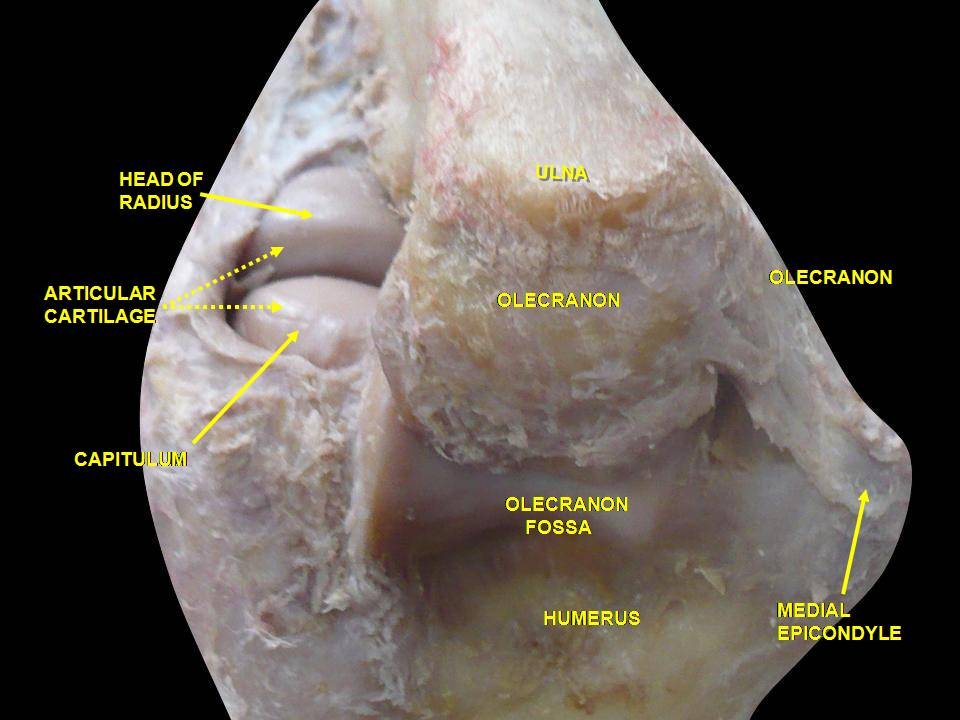
مفصل المرفق. تشريح عميق. عرض خلفي.
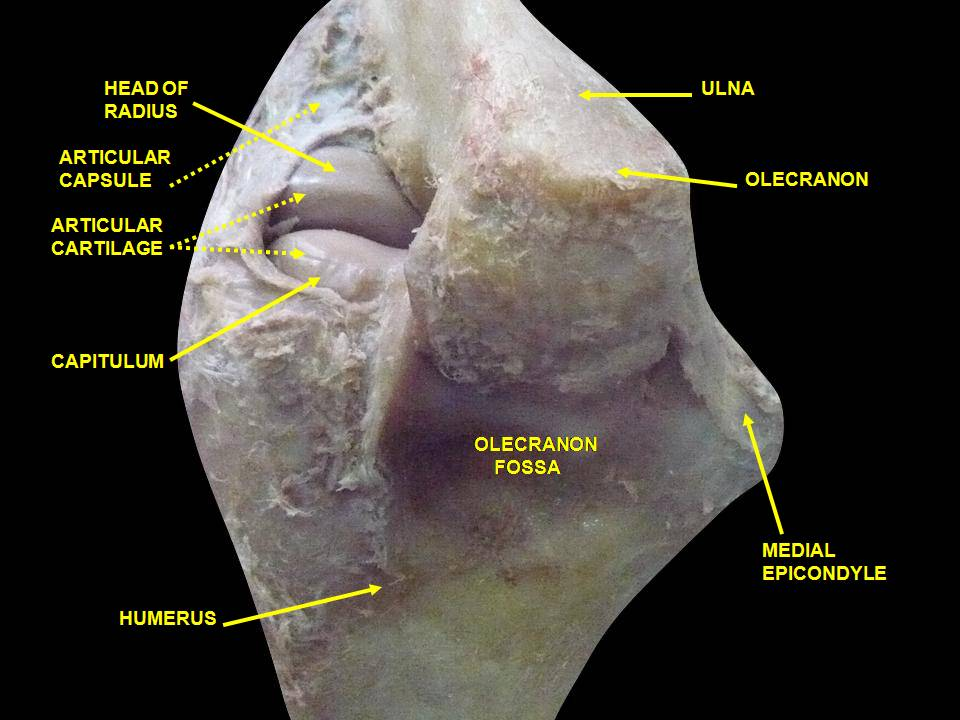
مفصل المرفق. تشريح عميق. عرض خلفي.

## وصلات خارجية
- شكل تشريحي: 07:02-02 على موقع مركز سوني دونستات الطبي (تشريح بشري عبر الإنترنت).
- Bioweb at UWLAX aplab
- درسٌ تشريحي حول radiographsul مُعدٌ بواسطة ويسلي نورمان (جامعة جورجتاون). (xrayelbow)